# اتحادیه باغوتیا
اتحادیه باغوتیا (به لاتین: Baghutia Union) یک منطقهٔ مسکونی در بنگلادش است که در ابهی‌نگار اپازیلا واقع شده‌است.